# سباق طواف فرنسا 2010
سباق طواف فرنسا 2010 هو سباق دراجات هوائية أقيم بتاريخ 3–25 يوليو، تكون السباق من 20 مرحلة وامتدّ لمسافة 3642 كم بسرعة 39. 60 كم/س، استغرق السباق 91 ساعة 59 دقيقة 27 ثانية. فاز به أندي شليك.

## الترتيب
| م                     | الدرّاج            | البلد     | الزمن                     |
| --------------------- | ----------------- | --------- | ------------------------- |
| الفائز بالترتيب العام | أندي شليك         | لوكسمبورغ | 91 ساعة 59 دقيقة 27 ثانية |
| حسب النقاط            | أليساندرو بيتاتشي | إيطاليا   | -                         |
| أفضل شاب              | أندي شليك         | لوكسمبورغ | -                         |